# 下届以色列议会选举
以色列计划于2026年10月27日前举行立法选举，以选举第二十六届议会的120名议员。

## 背景
在第36届政府失去多数席位后，提前于2022年举行了选举。选举结果显示，内塔尼亚胡领导的集团获得了多数席位，利库德集团、自由犹太会、诺姆党、宗教犹太复国主义党、联合托拉犹太教及沙斯党成功进行了谈判并组建了新政府，该联合政府于2022年12月29日正式宣誓就职。
新政府成立后，内塔尼亚胡重新担任总理职务。在此之前，反对内塔尼亚胡的阵营在2021年大选中获得了多数席位，成功组建了一个不包括内塔尼亚胡及其利库德集团的政府，内塔尼亚胡因此处于在野状态。随着加沙战争的爆发，民族团结党五名成员（本尼·甘茨、加迪·埃森科特、吉迪恩·萨尔、希利·特罗珀和伊法特·沙沙-比顿）于2023年10月加入了紧急战时政府。同时，甘茨和埃森科特也参与了以色列的战时内阁。萨尔于2024年3月25日宣布新希望集团辞去政府职务。6月9日，甘茨及其民族团结党其他成员退出政府。2025年1月19日，犹太力量党宣布将退出政府，因为政府已同意与哈马斯达成停火协议。辞职决定于两天后生效。该党成员于三月份重新加入政府。

## 选制
以色列议会共设120个席位，采用全国统一选区封闭式名单比例代表制选举产生，门槛为3.25%。
两个政党可以签署剩余选票协议，从而使它们能够像在同一名单上共同竞选一样，竞争剩余席位。汉狄法在一定程度上偏向于规模较大的名单，这意味着联盟相较于单个政党更有可能获得剩余席位。如果联盟成功获得剩余席位，则将私下应用汉狄法确定如何在两个联盟名单之间分配席位。

## 时间线
根据以色列准宪法《基本法：议会》第8和9条，选举通常在上次选举四年后举行，时间为希伯来历玛西班月的第一个或第三个星期二，具体取决于前一年是否为犹太闰年。如果政府垮台且议会解散，选举可能会提前举行。但如果议会以绝对多数票延长任期，选举可能会推迟举行。
根据第36条，如果上届议会在其任期届满之前解散，则下次选举应在本届议会任期届满四年后的下一个玛西班月举行（自1970年起，除1988年外，所有选举均为提前选举）。由于2022年的选举是在玛西班月举行的，因此有人提出一个问题：上届选举四年后，“下一届选举”将在2027年还是2026年举行。以色列最高法院裁定，下一届选举将在2026年举行，因此下一届选举定于不迟于2026年10月27日举行。
在2023年哈马斯领导的对以色列的袭击及其后续的加沙战争之后，部分人士呼吁总理内塔尼亚胡辞职，民意调查显示，超过75%的以色列民众认为他应当下台。也有人呼吁战争结束后提前举行选举。劳工部长约阿夫·本祖尔曾表示，选举应在战争结束后90天内举行，但他后来收回了这一说法。民意调查显示，64%的以色列人认为战争结束后就应该举行选举。